# Fakku
FAKKU o Fakku és un lloc web dedicat al hentai, considerat el més gran dels Estats Units d'Amèrica. Com a lloc web fou fundada el 2007. Com a empresa té seu a l'estat d'Oregon, als Estats Units d'Amèrica, i és una societat de responsabilitat limitada. Fou fundada per Jacob Grady i es dedicava originalment a publicar mangues considerats il·legals per qüestions de drets d'autors. Patrocina Yoshi’s Island, el jugador de videojocs Mychal “Trihex” Jefferson (que treballa per a Jet Set Radio) i al jugador professional del Smash Bros Adam “Coastward” Hermosa. Es convertí en una plataforma de venda de còmics manga tant electrònics com físics a causa d'una associació de negocis amb Wanimagazine des de 2014, a més d'oferir gratuïtament còmics que pengen els aficionats, també ofereix anime en streaming, venen camisetes, dvds, novel·les visuals, jocs de taula d'anime, jocs de cartes d'anime, i skateboards. Ha sigut comparat a Crunchyroll pel seu desenvolupament des de lloc web amb continguts il·legals a distribuidor de continguts legals.
Inicià el 2015 un projecte de micromecenatge mitjançant la plataforma de Kickstarter per a publicar una remasterització del còmic Urotsukidoji de l'autor Toshio Maeda finalitzant amb èxit l'any següent.
Des de desembre de 2016 pertany a l'organització Comic Book Legal Defense Fund. El 2017 decidí que començaria a vendre productes a venedors minoristes. És destacable que arribat al 2017 es dedica a vendre vint obres en físic. El 2017 comprà l'editorial que publica anime Kitty Media, que pertanyia a Media Blasters.

## Productes
Còmics
Destaca el fet que els còmics que ven en format físic tinguen el format DIN A4.
- Renai Sample de l'autor Homunculus (2014)
- TiTiKEi d'Ishikei (2014)
- Punikano de Pyon-Kti (2014)
- Welcome to Tokoharusou (o Welcome to Tokoharu Apartments[10]) de Gunma Kisaragi (2014)[8]
- Alluring Woman per Cuvie
- Peachy-Butt Girls (o The Pretty Peach Hip) per Bosshi
- En febrer de 2015 Hanafuda de l'autor Okama.
- La Blue Girl de Toshio Maeda[3]
- Ima Real
- It's A Straight Line Once You Fall In Love
- Pandemonium[15]
- Urotsukidoji de Toshio Maeda (2016)[12]

Revistes
Anime